# Jóc
Jóc (['ʒuk], estàndard ['ʒok], oficialment en francès Joch) és una comuna del Conflent, pertanyent a la sotscomarca del Baix Conflent, a la Catalunya del Nord.
"A Jóc, gallines, a Finestret, pollets, i a Rigardà, mainada, a casa d'en Pallarès (o: a Rigardà, mainada. A la casa d'en Pallarès, diners)".

## Etimologia
Joan Coromines postula l'origen de Jóc en una comparació de la situació del poble amb el jóc de les gallines o de les aus de presa: a mig aire en un vessant baix del massís del Canigó.

## Geografia

### Localització i característiques generals del terme

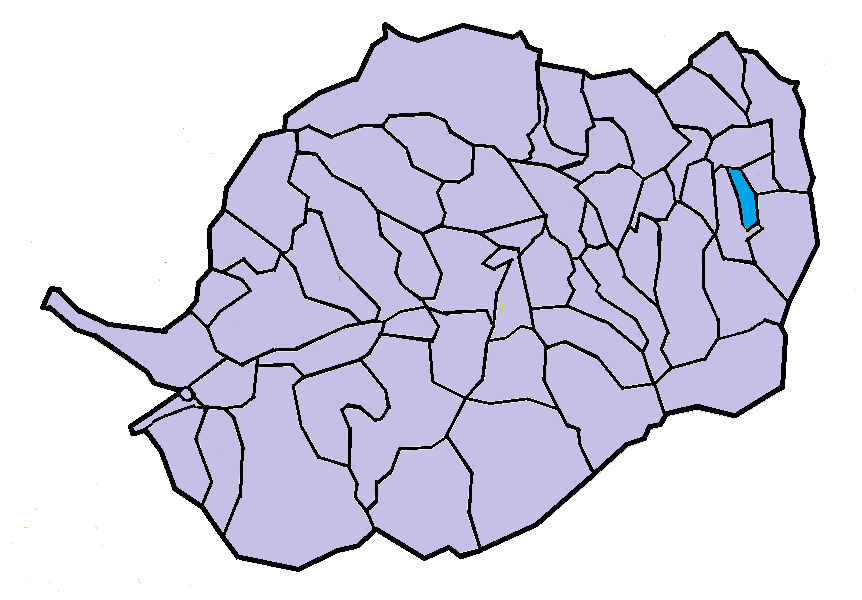
Situació de la comuna de Jóc en el Conflent

El terme comunal de Jóc, de 33.700 hectàrees d'extensió (un dels més petits de la comarca), és situat a prop de l'extrem sud-est de la comarca del Conflent. És un terme estret d'est a oest i allargassat de nord a sud, amb el poble situat en el sector nord, a prop del límit amb Vinçà, a mig camí entre els pobles de Finestret, a ponent, i Rigardà, a llevant.
El terç septentrional del terme, del poble cap al nord, és la pla de regadiu de la dreta de la Tet, on hi ha també els pobles de Finestret i Saorla i la vila de Vinçà, a més d'una part del terme de Rigardà. Els altres dos terços del terme són muntanyosos: principalment, els dos vessants de la carena, anomenada la Serra, que des de Rigardà puja cap al sud-sud-oest fins a atènyer el Cortal i el Puig de les Feixes, on s'arriba als 925 metres d'altitud. El punt més baix del terme és al nord-est, a la llera del Real, al triterme entre Jóc, Rigardà i Vinçà, amb 304,5 m alt.
Termes municipals limítrofs:
|           | Vinçà |           |
| Finestret |       | Rigardà   |
|           |       | Glorianes |

### El poble de Jóc

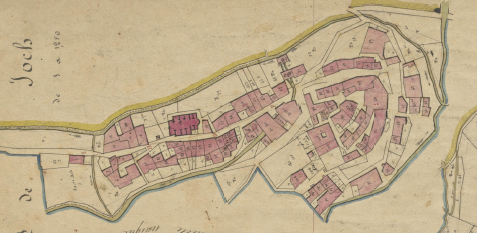
Jóc en el Cadastre napoleònic del 1812 (Arxius Departamentals dels Pirineus Orientals)

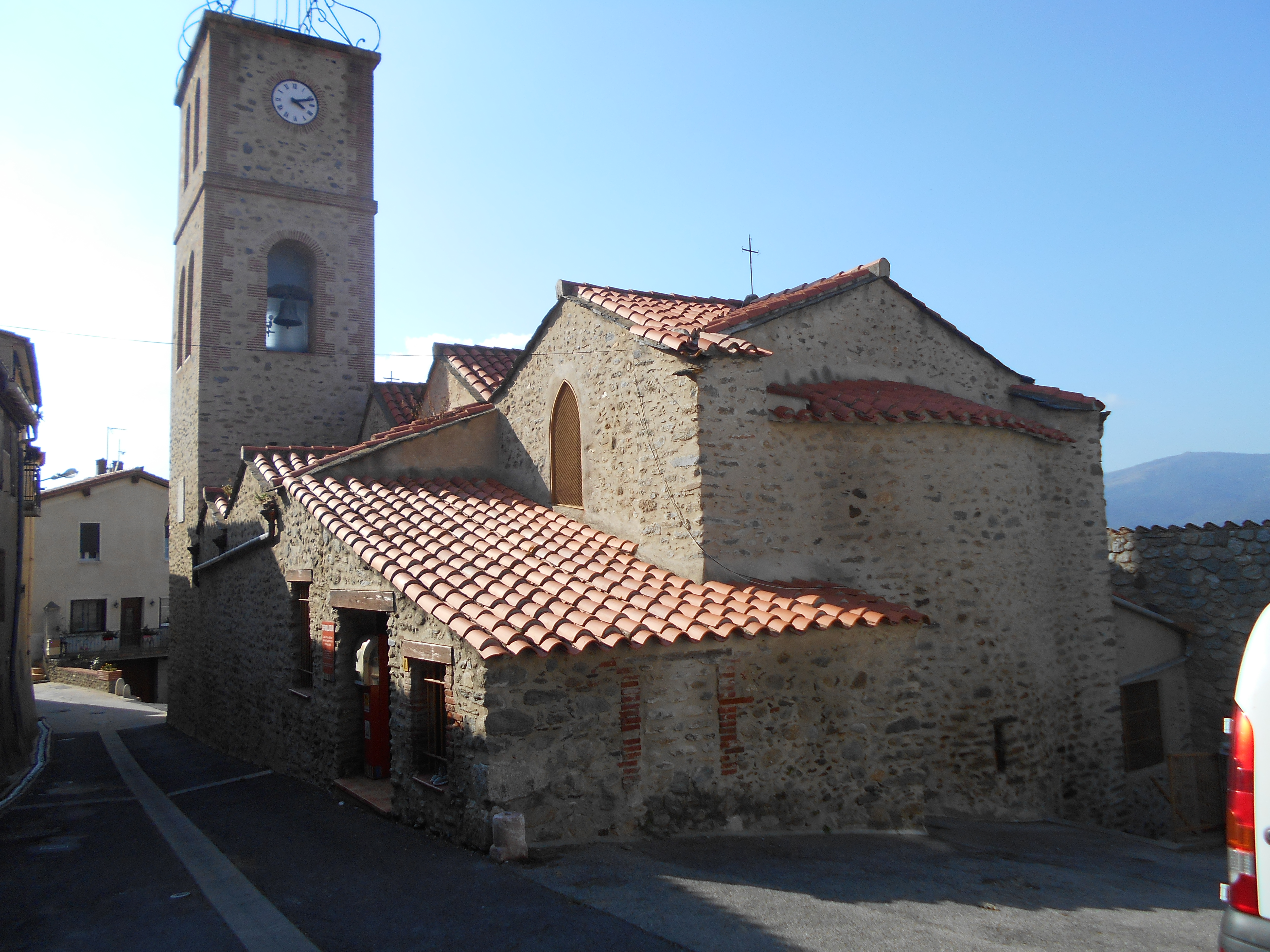
L'església parroquial de Sant Martí

El poble de Jóc és situat una mica enlairat damunt la vall, en una costa emmarcada per dos còrrecs, a la carena que separa la vall del Còrrec d'en Molins de la del Còrrec de Sant Martí. Jóc s'organitzà com a cellera castral al punt més elevat del coster, amb el Castell de Jóc al capdamunt, al sud-est del poble actual. El primer nucli a l'entorn del castell, ara anomenat la Força, era emmurallat i s'obria a l'exterior a través de, almenys, quatre portals o portelles. La capella del castell, Sant Pere i Sant Pau del Castell de Jóc es conserva en el punt més alt del conjunt castral, profundament modificada i convertida en habitatge particular.
La vella església de Sant Martí era situada allunyada al nord-oest del poble vell, amb el cementiri al costat. Més endavant es construí l'actual església parroquial de Sant Martí de Jóc una mica més avall del coster, a llevant del poble. Al Castell de Jóc hi havia hagut la capella de Sant Pere i Sant Pau del Castell de Jóc, ara convertida en casa particular. Al seu entorn nasqueren els barris primigenis del Carrer del Rec, el Carrers de l'Ullal, el Carrer Major, el Castell, l'Escola, la Força, els Molins, la Plaça de l'Església i el Veïnat.

### Els masos del terme
El de Jóc no és un terme gaire poblat, fora del nucli principal. Entre les construccions disperses es troben el Cortalot, abans Cortal d'en Lavall, el Cortal de les Feixes, abans d'en Mas, el Cortal dels Polls, el Cortal d'en Gensana, o d'en Guinsana, o Mas Delseny, el Forn de la Calç, la Jaça d'en Piquet, el Mas Cassolí, el Mas d'en Català, el Mas d'en Dorandeu, el Mas d'en Lamarca, el Mas d'en Matotes, o Mas o Cortal Teix, el Mas d'en Rubí, el Mas d'en Seques, o d'en Vila-seca, o de l'Oratori i el Mas Saurina. Cal destacar els elements religiosos, com l'Oratori de les Quatre Cares, actualment destruït, i l'Oratori dels Quatre Sants, o d'en Pallofet, sovint anomenat, simplement, els Quatre Sants. Finalment, com a construcció aïllada de relleu, cal destacar el Pont del Camí de la Bastida.

### Hidrologia
Tres cursos d'aigua principals travessen de sud a nord el terme de Jóc. A l'est, a la meitat meridional del terme, hi ha la Ribera de Glorianes, o de Rigardà, que és fronterera amb el terme de Glorianes, de manera que només el vessant occidental de la vall d'aquest curs d'aigua pertany a Jóc. Per aquest vessant discorren els còrrecs afluents de la Ribera de Glorianes: el Còrrec de la Font de la Fou, que marca el límit meridional entre Jóc i Finestret, i el de les Coves, a part d'altres de més petits. El Còrrec d'en Molins, amb el dels Abeuradors, travessa el terme en una posició més o menys central; discorre pel costat de llevant del poble de Jóc. Més a ponent discorre el Còrrec de Sant Martí, que a la capçalera està format pel Còrrec del Camp d'en Cros i el d'en Pere Ferrer, que al sud marca el límit occidental de Jóc davant del terme de Finestret, i al nord travessa pel bell mig la plana agrícola de Jóc i es converteix en la Branca del Còrrec de Sant Martí, canal d'irrigació d'aquesta plana.
Es conserven els noms d'alguns torrents, que no s'han pogut localitzar: Torrent de Font Llonga, de la Plana d'en Bull, del Bosc, del Caner, de les Arenes, de les Bertranes, de Llugra, del Poll de Santa Marta i d'en Coilet.
Els canals d'irrigació existents a la plana agrícola són la Branca de Dalt de Rigardà, la del Còrrec de Sant Martí, esmentada línies abans, la de les Barges, la dels Camps Grans, la de Finestret, o de Dalt de Finestret, la de Rigardà, la de Saorla i la de Vinçà. Hi ha també, sense el nom de Branca, el Partidor del Mas d'en Rubí, el Rec Major i el Salt o Partidor del Molí.
Nombroses fonts estan localitzades a Jóc: Font de Cesillana (nom antic), Font del Camp d'en Cros, Font de l'Escola, Font de les Feixes, Font del Mas de la Fou, Font del Pont de la Bassa, Font del Turó, Font d'en Lic, Font d'en Ventura, Font de Pemjallops i Font de Baix.

### Orografia
Alguns dels topònims de Jóc corresponen a elements geogràfics, com boscs; el Bosc d'en Daniel; clots: la Clota (nom antic), el Clot de l'Espanyac; plans: el Pla de Jóc, el Pla dels Serrats, la Plana d'en Gosau (tots dos, noms antics); muntanyes: el Puig de les Feixes; serres: la Serra, el Serrat de la Bufeta, el Serrat de les Cadires, i solanes: la Solana i la Solana d'en Fanxonet.

### El terme comunal
Les partides i indrets específics del terme de Jóc són els següents: els Abeuradors, les Arenes, les Barges, les Cadires, o les Blanqueres, el Camí de la Bastida, el Camp del Cros, el Camp de Rigardà, el Camp de Santa Eulàlia, els Camps de l'Ametller, antigament simplement l'Ametller. els Camps del Coll, els Camps de l'Era, els Camps d'en Ripoll, els Camps Grans, el Casalàs, el Cementiri, el Cirer de la Marina, la Colomina, el Cortal d'en Gençana, les Coves, la Creu, la Creu de les Fous, Darrere -o Darrer- el Castell, les Feixes, les Feixes d'en Frai, la Florida, el Forn de la Calç, els Horts, la Jaça d'en Piquet, els Marges, la Mollera d'Avall, Penjallops, el Pont del Camí de la Bastida, la Roquetera, les Saleres, Tallaferro, la Vinya d'Amunt, la Vinya del Quitrona, la Vinya d'en Gibert, les Vinyes de Cassanyes i les Voltes. Alguns són noms antics, ja en desús, com l'Albadera, l'Arna, les Bertranes, el Cadrà, els Camps de l'Església, els Camps de les Vinyes, els Camps del Fort, els Camps dels Valls, els Camps d'en Felip, Cesillana, la Cogulera, l'Estrada, les Femades, la Garriga, el Ginebre, l'Hort de l'Església, Jus la Vila, Panicaut, el Pergaut, el Pont de Sant Martí, el Prat de Sant Martí, el Roure, la Serradella, les Socines, Terres d'en Barralet, o la Feixa, les Tines, la Tomba, les Trilles, les Vernedes i la Vinya Plana. Alguns topònims indiquen senyals termenals, com l'Alzina Rodona, la Pedra Dreta, o la Pedra Dreta Foradada i el Roc de la Valleta.

## Transports i comunicacions

### Carreteres
Tres són les carreteres que travessen el terme de Jóc: la D - 13, la D - 25 i la D - 55. La primera, D - 13 (D - 618, al Coll d'en Xatard - D - 2, a Trevillac) que, amb molts canvis de direcció va majoritàriament de sud a nord i enllaça Jóc amb les poblacions de Finestret, Vallestàvia, Vallmanya, la Bastida i Prunet i Bellpuig cap al sud i sud-est, i Vinçà, Tarerac i Trevillac, cap al nord. La segona, la D - 25 (N - 116, a Vinçà - Jóc), que uneix Jóc amb Finestret i la carretera general del Conflent. Finalment, la D - 55 (Jóc - Rigardà), carretera curta que uneix aquestes dues poblacions en 1,1 quilòmetres.

### Transport públic col·lectiu
Jóc no té cap servei de transport públic habitual. Com altres pobles petits, disposa del TAD (Transport a la demanda).

### Els camins del terme
Entre els camins que uneixen Jóc amb els pobles i termes veïns es troben el Camí de Finestret, el de la Bastida, el de la Vinya d'Amunt, o Camí Vell de Vallestàvia, el de les Marges, o de Marqueixanes, el de Rigardà, la Ruta de Finestret, la de Rigardà, la de Vinçà, la Ruta Nova i la Travessa de Vinçà. Dins del terme propi es troben el Camí de Cassanyes, el de la Creu, el del Cementiri, el de les Feixes, el de l'Estrada, el del Mas d'en Català, el del Mas d'en Dorandeu i el dels Horts, a més de la Drecera de Jóc.

## Activitats econòmiques
L'activitat agrícola, la principal del terme, es localitza sobretot a la plana que ocupa el terç nord-occidental del terme. Hi ha unes més de 150 hectàrees de conreu, en una quarantena d'explotacions agrícoles. Quasi dues terceres parts es dediquen a arbres fruiters, sobretot presseguers, cirerers i albercoquers, i també a vinya. Hi ha una mica d'horta, a la zona de regadiu, on es cullen enciams i escaroles. La ramaderia és escassa: una desena de caps d'oví, a tot estirar. La zona més muntanyosa del terme conté bosc i grans zones de matollar.

## Història

### Edat mitjana
La història del poble de Jóc està unida a la del seu castell i a la del Vescomtat de Conflent, o de Jóc, pertanyent al Comtat de Cerdanya. El centre d'aquest vescomtat fou el castell de Jóc. Ja des del segle X o XI fou la residència de la família vescomtal de Conflent. Vers el 1050 consta documentalment el castrum que vocant Joch. Uns 25 anys abans el vescomtat de Jóc havia estat unit per matrimoni de Guisla, filla del vescomte Arnau de Conflent amb el vescomte de Cerdanya, Sunifred. El 1134 els dos vescomtats passaren per herència als vescomtes de Castellbò, i els béns del de Conflent, quedaren dividits entre els comtes-reis de la casa de Barcelona i els vescomtes de Castellbò i els Urtx, en una fórmula de parts iguals i indivises.
El primer esment del Vescomtat de Jóc, amb aquest nom, és del 1177, procedent d'una baronia que, a més de Jóc, integrava Finestret i Saorla. Per successió hereditària, el 1230 eren els comtes de Foix qui accedien als béns dels Castellbò, i es convertien en senyors de Jóc. El 1298 els de Foix venien els seus drets a Pere de Fenollet, senyor d'Illa, qui obtenia el 1314 el títol de vescomte. Andreu de Fenollet, net del suara esmentat, venia el 1357 els seus drets de Jóc, Finestret, Saorla, amb la Torre de Rigardà, a Ramon de Perellós, qui era ja castlà de Rodès i que el 1376 rebé l'encàrrec de Governador de la Cerdanya i del Rosselló. La seva filla Elionor en fou l'hereva el 1384, i el vescomtat de Jóc, en aquest període tornat a esmentar com a baronia. D'aquest moment es conserva un interessant inventari del castell de Jóc i de tota la baronia, encomanat per Ponç de Perellós, tutor d'Elionor. El 1459 rebia la baronia de Jóc Bernat de Perapertusa, juntament amb els llocs i castells de Glorianes, Rigardà, Rodès, i Ropidera.

### Edat Moderna
El 1599 els de Perapertusa rebien el títol de vescomtes de Jóc. Vers 1650 Maria de Perapertusa es casà amb el militar francès François de Bournonville, però els atzars històrics d'aquells anys provocaren diversos canvis, amb embargaments i restitucions incloses, i el darrer senyor de Jóc conegut, just abans de la Revolució Francesa era el descendent dels Perapertusa, ja del tot castellanitzat, Pedro Pablo Abarca de Bolea Ximenes de Urrea, Ponç-López de Mendoza Bournonville Perapertusa Erill i Orcau, comte d'Aranda i Grande de España.

## Demografia

### Demografia antiga
La població està expressada en nombre de focs (f) o d'habitants (h)
| 12 f | 21 f | 17 f | 13 f | 50 f | 39 f | 273 h | 63 f | 52 f |

### Demografia contemporània
| Evolució de la població |      |      |      |      |      |      |      |      |
| 1793                    | 1800 | 1806 | 1821 | 1831 | 1836 | 1841 | 1846 | 1851 |
| 275                     | 261  | 257  | 285  | 301  | 283  | 302  | 302  | 306  |

| 1856 | 1861 | 1866 | 1872 | 1876 | 1881 | 1886 | 1891 | 1896 |
| ---- | ---- | ---- | ---- | ---- | ---- | ---- | ---- | ---- |
| 296  | 320  | 314  | 284  | 300  | 282  | 313  | 302  | 290  |

| 1901 | 1906 | 1911 | 1921 | 1926 | 1931 | 1936 | 1946 | 1954 |
| ---- | ---- | ---- | ---- | ---- | ---- | ---- | ---- | ---- |
| 281  | 256  | 248  | 205  | 206  | 195  | 183  | 204  | 165  |

| 1962 | 1968 | 1975 | 1982 | 1990 | 1999 | 2005 | 2010 | 2014 |
| ---- | ---- | ---- | ---- | ---- | ---- | ---- | ---- | ---- |
| 171  | 160  | 122  | 124  | 135  | 146  | 207  | 231  | 261  |

Fonts: Ldh/EHESS/Cassini fins al 1999, després INSEE a partir deL 2004

### Evolució de la població

Població 1962-2008

## Administració i política

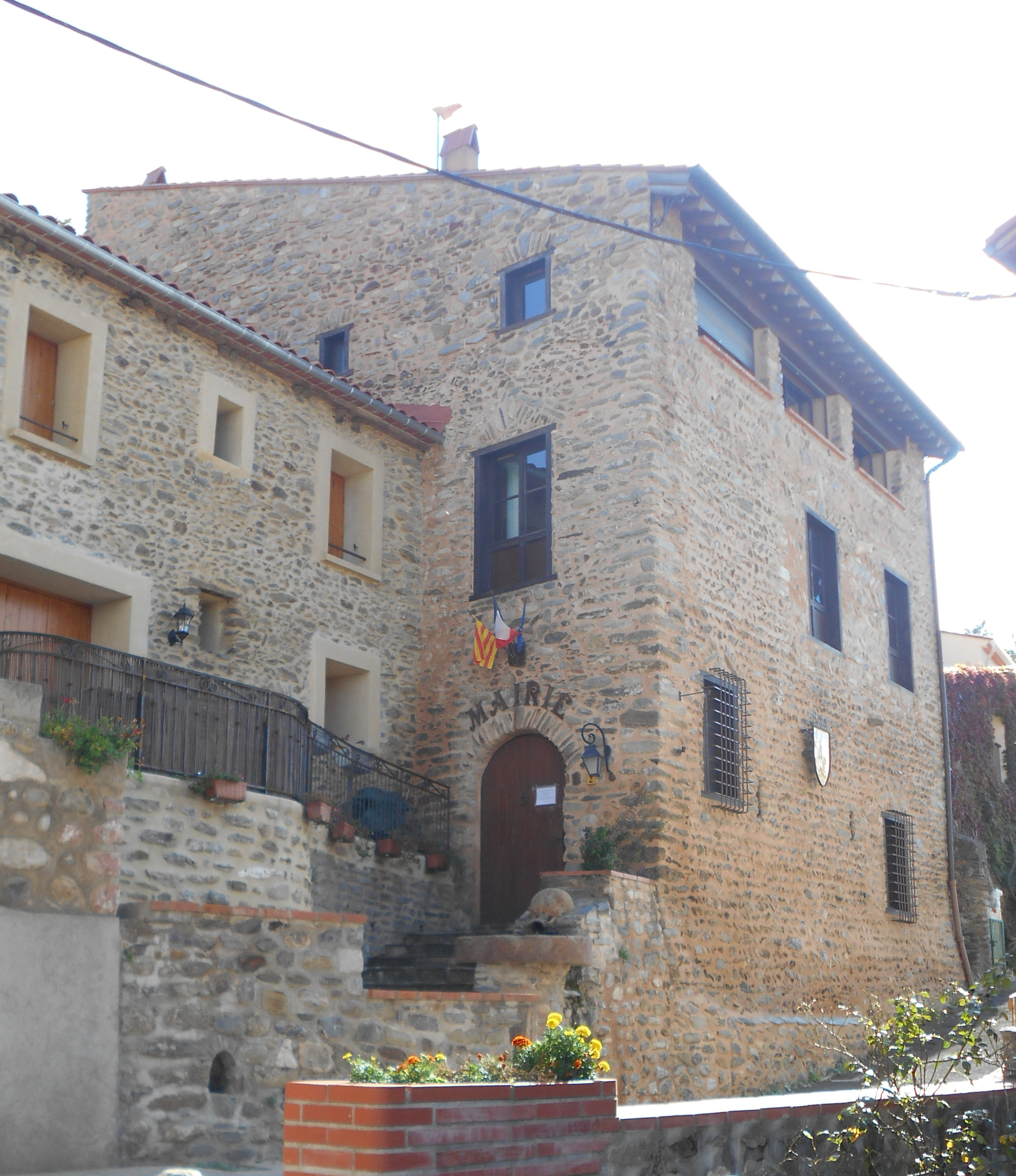
Casa del comú de Jóc

### Batlles
| Alcalde                 | Període                       |
| ----------------------- | ----------------------------- |
| François Molins Rodor   | 1790 - 1793                   |
| Matthieu Molins         | 1793 - 1799                   |
| François Molins         | 1799 - 1816                   |
| Vincent Gensane         | 1816 - 1820                   |
| Pierre Molins           | 1820 - 1826                   |
| Jean Espagnac           | 1826 - 1833                   |
| Gaudérique Molins       | 1833 - 1840                   |
| Jean Espagnac           | 1840 - 1848                   |
| Hyacinthe Malaret       | 1848 - 1852                   |
| François Espagnac       | 1852 - 1853                   |
| Antoine Molins          | 1853 - 1855                   |
| Henri Molins            | 1855 - 1869                   |
| François Gensane        | 1869 - 1871                   |
| Joseph Delclos          | 1871 - 1874                   |
| François Imbert         | 1874 - 1876                   |
| Joseph Delclos          | 1876 - 1877                   |
| Henri Molins            | 1877 - 1878                   |
| Emmanuel Gastous        | 1878 - 1884                   |
| Martin Fournols         | 1884 - 1888                   |
| Joseph Planeilles       | 1888 - 1892                   |
| Marcellin Marsal        | 1892 - 1909                   |
| Paul Planeilles         | 1909 - 1933                   |
| Germain Marsal          | 1933 - 1933                   |
| Paul Planeilles         | 1933 - 1935                   |
| Jean Sabaté             | 1935 - 1944                   |
| Louis Durand            | 1944 - 1947                   |
| Georges Durand          | 1947 - 1959                   |
| Jacques Salvat          | 1959 - Març del 1983          |
| Georges Sabaté          | Març del 1983 - Març del 2001 |
| Jean-Pierre Villelongue | Març del 2001 - Moment actual |

### Legislatura 2014 - 2020

#### Batlle
- Jean-Pierre Villelongue.

#### Adjunts al batlle[8]
- 1r: Jean-Caude GRAULE
- 2n: Jerôme VILLELONGUE.

#### Consellers municipals
- ARGENCE France
- GAYRAUD Michel
- JULIA Gilbert
- MANDRIER Patrick
- PARAYRE Bruno
- PIAU Caroline
- TRABIS-GURRERA Thérèse
- VERDIER Paulette

### Adscripció cantonal

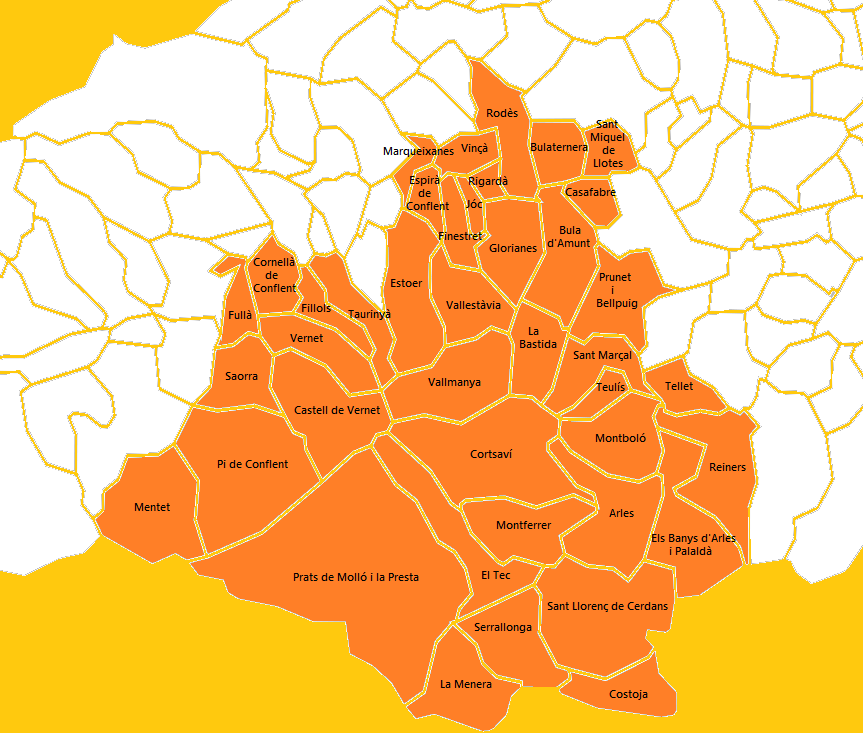
Mapa del Cantó del Canigó

A les eleccions cantonals del 2015 Jóc ha estat inclòs en el cantó número 2, denominat El Canigó, amb capitalitat al poble dels Banys d'Arles, de la comuna dels Banys i Palaldà. Està format per les viles d'Arles, Prats de Molló i la Presta, Sant Llorenç de Cerdans, del Vallespir, i Vinçà, del Conflent, i els pobles del Conflent de Castell de Vernet, Cornellà de Conflent, Espirà de Conflent, Estoer, Fillols, Finestret, Fullà, Glorianes, Jóc, Marqueixanes, Mentet, Pi de Conflent, Rigardà, Rodès, Saorra, Taurinyà, Vallestàvia, Vallmanya i Vernet, els del Rosselló de la Bastida, Bula d'Amunt, Bulaternera, Casafabre, Prunet i Bellpuig, Sant Marçal, Sant Miquel de Llotes, Tellet i Teulís, i els del Vallespir dels Banys i Palaldà, Cortsaví, Costoja, la Menera, Montboló, Montferrer, Reiners, Serrallonga i el Tec forma part del cantó número 2, del Canigó (nova agrupació de comunes fruit de la reestructuració cantonal feta amb motiu de les eleccions cantonals i departamentals del 2015). Són conselleres per aquest cantó Ségolène Neuville i Alexandre Reynal, tots dos del Partit Socialista francès.

### Serveis comunals mancomunats
Jóc forma part de la Comunitat de comunes de Conflent - Canigó, amb capitalitat a Prada, juntament amb Prada, Arboçols, Campome, Campossí, Canavelles, Castell de Vernet, Catllà, Clarà i Villerac, Codalet, Conat, Cornellà de Conflent, Escaró, Espirà de Conflent, Estoer, Eus, Finestret, Fillols, Fontpedrosa, Fullà, Jújols, Marqueixanes, els Masos, Mentet, Molig, Mosset, Noedes, Nyer, Oleta i Èvol, Orbanyà, Orellà, Pi de Conflent, Rià i Cirac, Rigardà, Saorra, Serdinyà, Soanyes, Sornià, Tarerac, Taurinyà, Toès i Entrevalls, Trevillac, Vallestàvia, Vallmanya, Vernet, Vilafranca de Conflent i Vinçà.

## Ensenyament i Cultura
Jóc no té actualment cap centre d'ensenyament. Els centres d'ensenyament maternal i elemental o primari més propers són els públics de Bulaternera, Illa, Marqueixanes, els Masos, Prada, Rodès i Vinçà i el privat de Sant Josep, de Prada. Pel que fa a secundària, els col·legis d'Arles, Estagell, Illa, Prada i Tuïr, i els liceus de Ceret i Prada per al batxillerat.

## Llocs d'interès
- Església barroca de Sant Martí de Jóc, del segle xviii
- Restes de l'església romànica de Sant Martí
- Castell de Jóc.

## Personatges lligats a la comuna
- Francesc Català i Duran (Jóc, Conflent, 1929 - Vinçà, Conflent, 1988), metge, promotor cultural i poeta nord-català.